# 諾敏 (馬佳氏)
諾敏（穆麟德轉寫：nomin，1645年—1693年），馬佳氏，滿洲正黃旗人，圖海子，清朝官员，曾任刑部尚書。
曾任護軍統領。康熙二十三年四月癸丑，接替喀爾圖，擔任清朝刑部尚書，后改禮部尚書。由禧佛接任。今北京的图海家族墓仍留存有诺敏诰封碑一座。